# Episodi di Girls (terza stagione)
La terza stagione della serie televisiva Girls è stata trasmessa sul canale statunitense HBO dal 12 gennaio al 23 marzo 2014.
In Italia la stagione è stata interamente distribuita su Sky Box Sets il 6 luglio 2018.
| n° | Titolo originale | Prima TV USA     | Pubblicazione Italia |
| -- | ---------------- | ---------------- | -------------------- |
| 1  | Females Only     | 12 gennaio 2014  | 6 luglio 2018        |
| 2  | Truth or Dare    | 12 gennaio 2014  | 6 luglio 2018        |
| 3  | She Said OK      | 19 gennaio 2014  | 6 luglio 2018        |
| 4  | Dead Inside      | 26 gennaio 2014  | 6 luglio 2018        |
| 5  | Only Child       | 1º febbraio 2014 | 6 luglio 2018        |
| 6  | Free Snacks      | 9 febbraio 2014  | 6 luglio 2018        |
| 7  | Beach House      | 16 febbraio 2014 | 6 luglio 2018        |
| 8  | Incidentals      | 23 febbraio 2014 | 6 luglio 2018        |
| 9  | Flo              | 2 marzo 2014     | 6 luglio 2018        |
| 10 | Role-Play        | 9 marzo 2014     | 6 luglio 2018        |
| 11 | I Saw You        | 16 marzo 2014    | 6 luglio 2018        |
| 12 | Two Plane Rides  | 23 marzo 2014    | 6 luglio 2018        |

## Females Only
- Diretto da: Lena Dunham
- Scritto da: Lena Dunham

### Trama
A spese della nonna e contro la sua volontà, Jessa frequenta un centro di disintossicazione fuori città, dove fa amicizia con Jasper. Con il suo atteggiamento aggressivo e offensivo verso gli altri pazienti, riesce a farsi espellere dalla riabilitazione. Intanto a New York, Adam si prende cura di Hannah, che con lo Zoloft e la terapia sta tenendo a bada il disturbo ossessivo-compulsivo, e dà utili consigli a Marnie, che soffre ancora per la seconda rottura con Charlie. Shoshanna invece da quando ha lasciato Ray si è gettata a capofitto nello studio.

## Truth or Dare
- Diretto da: Lena Dunham
- Scritto da: Jenni Konner

### Trama
Jessa chiede a Hannah di andarla a prendere. Così lei, Adam e Shoshanna intraprendono un lungo viaggio in auto, fino al centro di disintossicazione Sheltering Winds, e riportano Jessa a New York con loro. Intanto Marnie si trasferisce nel suo nuovo appartamento.

## She Said OK
- Diretto da: Jesse Peretz
- Scritto da: Lena Dunham e Jenni Konner

### Trama
Marnie cerca invano di far rimuovere da YouTube il video imbarazzante della canzone What I Am che aveva girato con Charlie quando stavano ancora insieme e che lui ha messo online senza chiederle il consenso. La sorella sciroccata di Adam, Caroline, dopo essere stata mollata dal fidanzato e aver perso il lavoro da insegnante, si presenta a casa di Hannah e Adam, e sembra intenzionata a fare di tutto per rimanere da loro. Hannah la invita alla festa per il suo venticinquesimo compleanno. Durante la serata Ray tronca i rapporti con Shoshanna dicendole che non vuole essere suo amico e poi, ubriaco, si azzuffa con l'editor di Hannah, David Pressler-Goings.
- Special guest: Emilyn Brodsky si esibisce alla festa di Hannah

## Dead Inside
- Diretto da: Jesse Peretz
- Scritto da: Judd Apatow e Lena Dunham

### Trama
Hannah ha un appuntamento con David Pressler-Goings alla Millstreet Press. Appena arrivata scopre che l'incontro non si terrà perché David è morto: il suo corpo è stato ritrovato nel fiume Hudson vicino ai Chelsea Piers. Tutto quello a cui Hannah riesce a pensare è cosa ne sarà del suo ebook e Adam è sconvolto da tanta insensibilità ed egocentrismo. Caroline la porta a spasso con Laird e cerca di farla intenerire raccontandole una storia strappalacrime, inventata al momento, su una presunta cugina Margareth malata di distrofia muscolare e morta a dodici anni. Eppure nemmeno questo riesce a smuoverla. Su consiglio di Shoshanna, Jessa cerca di capire dove è stata sepolta Season, che un tempo era la sua migliore, per andare a renderle omaggio; ma invece scopre che è ancora viva. Season ha solo finto di essere morta per tagliare i ponti con lei, che era stata una pessima influenza e le aveva impedito di rinunciare alle droghe. Intanto alla caffetteria, Marnie becca Ray e Hermie prenderla in giro guardando il video di What I Am; fa una scenata e si licenzia. Hannah invece per recuperare la stima di Adam si finge toccata dalla morte di David e gli racconta la storiella della cugina Margareth morta.

## Only Child
- Diretto da: Tricia Brock
- Scritto da: Murray Miller

### Trama
Al funerale di David Pressler-Goings, Hannah scopre che la Millstreet Press non pubblicherà più i libri che stava curando lui. Allora insiste per farsi dare dalla vedova di David i contatti di un altro editore a cui rivolgersi, e ci riesce. Mentre a casa Hannah cerca di smussare la tensione crescente tra Adam e Caroline, il nuovo editore è entusiasta e le propone di pubblicare il libro in formato cartaceo e non ebook. Lei è al settimo cielo, fin quando non scopre che il libro è di proprietà della Millstreet Press e per tre anni non può pubblicarlo nessun'altra casa editrice. Sconfortata, ha una lite con Caroline e la sbatte fuori casa. Intanto Jessa trova lavoro in un negozio di abbigliamento per bambini. Marnie, invece, si presenta da Ray per chiedergli un consiglio e i due finiscono a letto insieme.

## Free Snacks
- Diretto da: Jamie Babbit
- Scritto da: Paul Simms

### Trama
Hannah molla il lavoro alla caffetteria di Ray quando viene assunta da GQ per scrivere articoli pubblicitari, commissionati da vari sponsor. È piacevolmente sorpresa dai benefit (come la stanza con gli snack gratis), ma l'entusiasmo scompare quando scopre che i suoi colleghi sono tutti ex scrittori: Kevin ha vinto lo Yale Younger Poets Prize nel 2009, Karen ha pubblicato su n+1 e Joe ha scritto per il New Yorker. Intanto, Marnie e Ray cominciano a frequentarsi in segreto. Shoshanna cerca un fidanzato, senza gradi risultati. Adam decide di intraprendere la carriera di attore e supera il suo prima provino.

## Beach House
- Diretto da: Jesse Peretz
- Scritto da: Jenni Konner, Lena Dunham e Judd Apatow

### Trama
Marnie invita le ragazze a trascorrere il weekend nella casa al mare di un'amica di sua madre, a North Fork negli Hamptons. Ha organizzato tutto nel dettaglio, ma il suo perfezionismo soffoca Hannah che chiede a Elijah e gli amici di unirsi a loro.

## Incidentals
- Diretto da: Richard Shepard
- Scritto da: Lena Dunham e Sarah Heyward

### Trama
Adam supera il provino per un adattamento per Broadway della commedia di George Bernard Shaw Il maggiore Barbara. Hannah riceve la notizia durante un'intervista per GQ (sponsorizzata da un farmaco contro l'osteoporosi chiamato Strenova) a Patti LuPone, che la avverte riguardo alle conseguenze che il successo professionale di Adam potrebbe avere sulla loro relazione. Nel frattempo, Ray rompe con Marnie dicendole che vorrebbe una storia seria con una vera fidanzata. Janice assegna a Hannah il compito di scrivere un articolo sul Gramercy Park Hotel, dove lei prende una stanza per festeggiare Adam. Lavorare nel negozio di abbigliamento per bambini annoia Jessa a morte, finché non riceve la visita inaspettata di Jasper e, con lui, ruba i soldi dalla cassa per poi andare a tirare coca. Intanto alla serata in suo onore Adam porta con sé Desi, che nella commedia recita la parte di Bill Walker e che è subito colpito dalla voce di Marnie.

## Flo
- Diretto da: Richard Shepard
- Scritto da: Bruce Eric Kaplan

### Trama
Flo, la nonna materna di Hannah, è ricoverata all'ospedale per delle complicazioni seguite alla rottura di un femore. Ha la polmonite, i dottori dicono che le resta poco da vivere e Hannah va a farle visita. Mentre la madre Loreen litiga per motivi futili con le sorelle Margot e Sissy, Hannah cerca di ricucire i rapporti con la cugina Rebecca, studentessa di medicina. Poi, per far felice la nonna Flo, lei e Adam le dicono che si sposeranno l'anno seguente. Flo si riprende dalla polmonite ma muore poi per un arresto cardiaco non appena Hannah rimette piede a New York.

## Role-Play
- Diretto da: Jesse Peretz
- Scritto da: Lena Dunham e Judd Apatow

### Trama
Hannah teme che, da quando recita per Broadway, Adam sia sempre più distante. Per ravvivare la loro vita sessuale inscena un gioco di ruolo, simile a quelli che facevano all'inizio della loro relazione. Ma il suo piano ottiene l'effetto contrario e Adam le annuncia che andrà a stare da Ray durante il periodo di prove prima del debutto, per concentrarsi sul lavoro e non rischiare di perdere quest'occasione. Intanto Shoshanna ricongiunge Jasper con la figlia Dottie, che vuole prendersi cura di lui e lo convince ad allontanarsi da Jessa. Marnie accetta di lavorare come assistente di Soojin nella sua galleria. Poi fa leggere i suoi testi a Desi Harperin, che le fa i complimenti e sembra anche flirtare con lei (nonostante sia già impegnato con Clementine).

## I Saw You
- Diretto da: Jesse Peretz
- Scritto da: Lena Dunham e Paul Simms

### Trama
Dopo un'altra intervista illuminante con Patti LuPone, Hannah si rende conto che sta sprecando il proprio talento creativo e decide di farsi licenziare da GQ. Mentre Marnie sta allestendo la mostra della fotografa Beadie, Jessa passa a salutarla e fa colpo sull'artista, che le offre un lavoro come archivista per riordinare il suo materiale. In serata Marnie e Desi si esibiscono per la prima volta dal vivo e incantano il pubblico, ma al concerto c'è anche Clementine. Lei e Desi sembrano proprio una dolce coppia di innamorati e vederli così felici spinge Marnie a tornare da Ray. Di ritorno dalla serata, Hannah e Adam sorprendono Marnie e Ray a letto insieme.

## Two Plane Rides
- Diretto da: Lena Dunham
- Scritto da: Lena Dunham

### Trama
Hannah viene a sapere che Caroline ora convive con Laird e i due aspettano un bimbo. Ma non è l'unica sorpresa della giornata, perché tra la posta trova una lettera dell'università dell'Iowa che la informa di averla accettata per il prestigioso Iowa Writers' Workshop, un Master of Arts, ovvero un corso biennale di laurea specialistica, dedicato ad aspiranti scrittori. Shoshanna scopre invece che dovrà rinviare la laurea a causa di tre crediti mancanti in glaciologia. Poco dopo Marnie bussa alla sua porta per confessarle di essere stata a letto con Ray più di una volta e lei è fuori di sé. Finalmente Il maggiore Barbara debutta al Belasco Theatre di Broadway. Mentre si sta preparando Adam riceve la visita di Hannah che lo aggiorna sulle sue intenzioni di partire per l'Iowa. Invece nel camerino di Desi arriva Marnie con un regalo portafortuna: un plettro del suo mito James Taylor. Nell'euforia del momento, Desi ricambia con un bacio mozzafiato. Durante l'intervallo Shoshanna implora Ray di tornare insieme, ma lui la rifiuta. Lo spettacolo è un successo, ma Adam è comunque deluso e rimprovera Hannah di aver rovinato tutto: a causa dell'Iowa lui non era riuscito a concentrarsi e dare il meglio di sé. Marnie invece scopre che quel bacio ha incrinato il rapporto tra Desi e Clementine. Intanto, Beadie confessa a Jessa di averla assunta solo perché le procurasse le droghe necessarie a porre fine alla sua vita. All'inizio Jessa è riluttante, ma poi si lascia convincere ad aiutare Beadie, che però poco dopo aver ingerito le pillole è presa dal panico, cambia idea, ha paura di morire e le chiede di chiamare il 911.